# STS-8
STS-8 foi a 8° missão da frota de ônibus espaciais da Nasa e a terceira missão a usar o ônibus espacial Challenger. Ela foi lançada no dia 30 de agosto de 1983 e retornou no dia 5 de setembro, sendo o primeiro ônibus espacial a realizar um lançamento e pouso noturno. Nela voou o primeiro astronauta afro-americano, Guion Bluford. A missão alcançou com êxito todos os seus objetivos de investigação programada, mas foi marcada pela descoberta posterior de que um de seus dois foguetes auxiliares de de combustível sólido quase derrapou catastroficamente durante o lançamento.

## Tripulação
| Posição                  | Astronauta          |
| ------------------------ | ------------------- |
| Comandante               | Richard Truly       |
| Piloto                   | Daniel Brandenstein |
| Especialista de missão 1 | Guion Bluford       |
| Especialista de missão 2 | Dale Gardner        |
| Especialista de missão 3 | William Thornton    |

## Parâmetros da missão
- Massa:
  - Decolagem:  110 105 kg
  - Aterrissagem:  92 506 kg
  - Carga:  13 642 kg
- Perigeu: 306 km
- Apogeu: 313 km
- Inclinação: 28.5°
- Período: 90.7 min

## Principais fatos
Bluford se tornou o primeiro afro-americano a voar no espaço. Os astronautas lançaram o INSAT-1B, um satélite multipropósito para a Índia. Nesta missão, a guiagem manteve a ponta do veículo distante do Sol por 14 horas para testa-la em condições de muito frio. Com o Development Flight Instrumentation Pallet (DFI PLT), o grupo filmou a performance de um aquecedor experimental montado no compartimento de carga.
Durante o voo, o veículo desceu a uma altitude de 257 km para realizar testes com o oxigênio atômico fino com o objetivo de identificar a causa do brilho do ônibus espacial à noite. Os astronautas testaram o braço robótico para avaliar as reações das junções e cargas maiores do que previamente examinado.
O voo incluía experimentos de bioretorno com seis ratos dentro do Módulo de Enclausuramento de Animais para observar as reações dos animais no espaço. Além de outras cargas: Sistema de Fluxo  Eletroforese Contínua (CFES); experimentos do Programa de Envolvimento de Estudantes (SSIP); Teste do Incubator-Cell Attachment (I CAT); Investigação da liminosidade atmosférica do ônibus espacial (ISAL); Equipamento de Monitoração de Radiação (RME); e cinco pacotes de experimentos Get Away especiais, foram levados nesta missão 261.900 envelopes postais com carimbos com o emblema da missão e em comemoração aos 25 anos da NASA. Os astronautas e a torre de comando testaram a comunicação entre o Tracking and Data Relay Satellite-I (TDRS-1) e o veículo usando a antena Ku-band, e foram prosseguidas as pesquisas sobre a Síndrome de Adaptação Espacial.
A  aterrissagem da Challenger ocorreu no dia 5 de Setembro de 1983, às 12:40:43 a.m. PDT, na Pista 22 da Base de Edwards, na Califórnia, sendo a primeiro  pouso noturno de um ônibus espacial.

## Hora de acordar
- 2° Dia: Jet, de Paul McCartney e Linda McCartney.
- 3° Dia: Africa, da banda Toto.
- 4° Dia: Friends, da banda Led Zeppelin.
- 5° Dia: The Thrill Is Gone, de Roy Hawkins e Rick Darnell.
- 6° Dia: Jailhouse Rock, de Elvis Presley e a dupla Jerry Leiber e Mike Stoller.

## Galeria

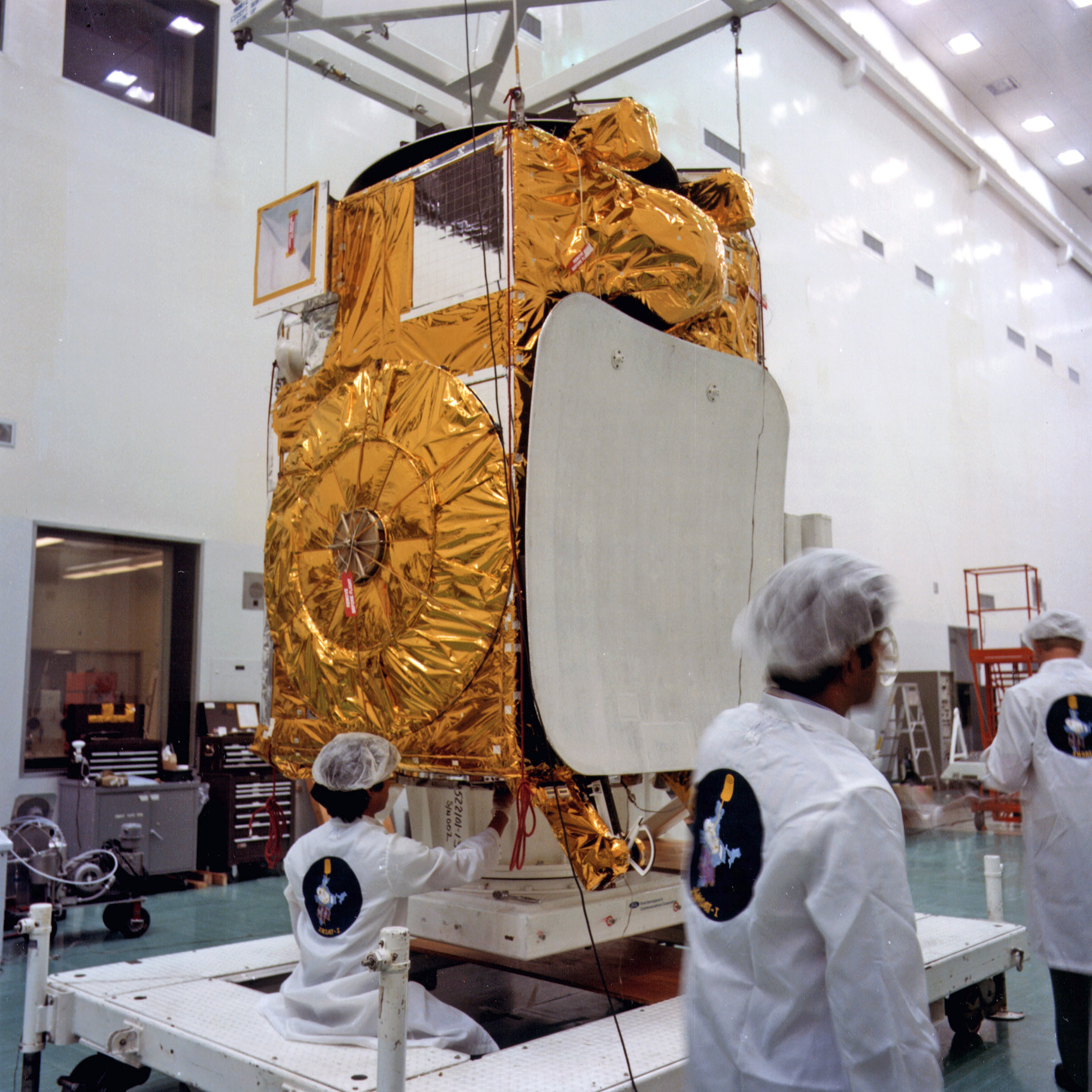
INSAT-1B no KSC
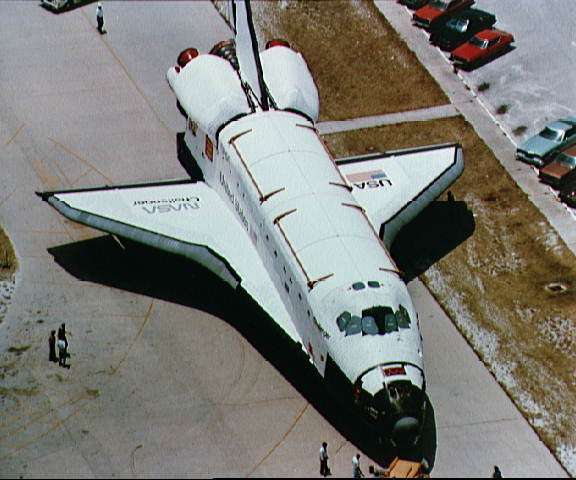
Challenger sendo levado do OPF para o VAB
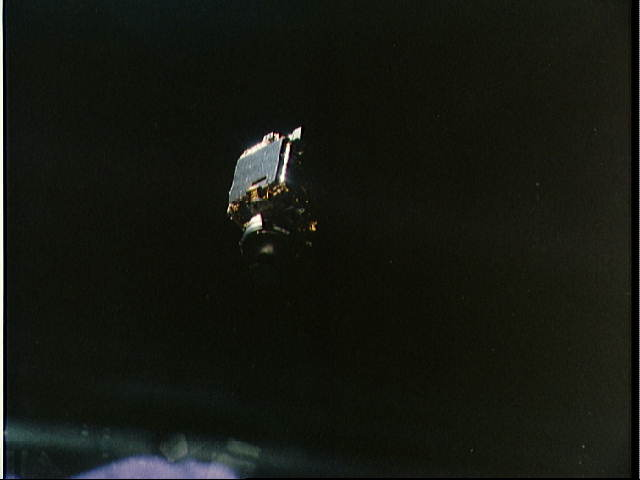
INSAT-1B sendo lançado
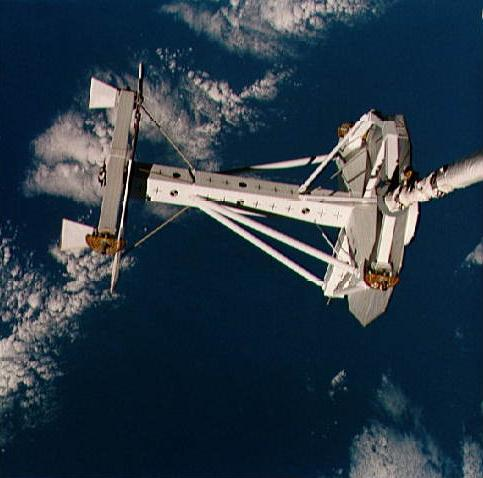
Artigo de voo teste (PFTA)